# Gruppo centrale per la Rivoluzione culturale
Il Gruppo centrale per la Rivoluzione culturale (中央文革小组S, zhōngyāng wéngé xiǎozǔP) fu uno dei massimi organismi dirigenti del Partito Comunista Cinese e della Repubblica popolare cinese nella prima fase della Rivoluzione culturale (1966-1969).

## Storia

### Costituzione
Il Gruppo fu fondato il 16 maggio 1966 tramite un documento del Comitato centrale del Partito Comunista Cinese (la famosa Circolare del 16 maggio), con il quale veniva dato l’annuncio dello scioglimento del Gruppo dei cinque, che era stato precedentemente incaricato di condurre la Rivoluzione culturale. Il Gruppo, diretto da Peng Zhen, veniva accusato di avere deviato dalla linea politico-ideologica del partito, tentando di restringere il movimento al solo ambito accademico e andando contro le indicazioni di Mao Zedong. Quest’ultimo era tornato a Pechino a fine primavera del 1966 proprio per esprimere la sua forte insoddisfazione verso le azioni del Gruppo, che stava censurando Yao Wenyuan e la critica al dramma storico La destituzione di Hai Rui (critica che in realtà colpiva anche Peng Zhen e altri dirigenti pechinesi del partito a lui legati), e organizzarne la destituzione.
Nel neonato Gruppo trovavano posto alcuni fra i principali dirigenti della Rivoluzione culturale, come Chen Boda, che ne era presidente, la moglie di Mao Jiang Qing - vicepresidente, Kang Sheng, Zhang Chunqiao e Yao Wenyuan, insieme ad altri radicali come Wang Li, Guan Feng e Qi Benyu, tutti membri della redazione di Hongqi, la rivista teorica del partito, diretta da Chen Boda stesso. Inizialmente facevano parte del Gruppo anche dirigenti più moderati, come Wang Renzhong, che vennero rimossi nei mesi successivi. Un analogo Gruppo per la Rivoluzione culturale dell'Esercito popolare di liberazione venne formato il 25 maggio 1966 sotto Liu Zhijian e riorganizzato l’11 gennaio 1967 sotto Xu Xiangqian e Jiang Qing. 

### Ruolo e poteri
Secondo la Circolare del 16 maggio, il Gruppo per la Rivoluzione culturale risultava alle dipendenze del Comitato permanente dell’Ufficio politico (all’interno del quale, in agosto, furono peraltro inclusi Chen Boda e Kang Sheng). In pratica, ben presto il suo potere aumentò considerevolmente: a partire dal gennaio 1967, i documenti ufficiali venivano firmati congiuntamente dal Comitato centrale, dal Consiglio di Stato, dalla Commissione militare centrale e dal Gruppo stesso. Inoltre, dal momento che l’Ufficio politico cessò di riunirsi e funzionare regolarmente dopo alcune burrascose riunioni del febbraio 1967 in cui quadri anziani avevano messo in discussione la linea prevalente nella Rivoluzione culturale (evento noto come corrente avversa di febbraio), il Gruppo ne fece di fatto le veci come organismo decisionale del partito.
Inoltre, i membri radicali del Gruppo per la Rivoluzione culturale possedevano anche notevoli influenza e arbitrarietà personali, spesso agendo per conto proprio nei contatti con le varie fazioni di Guardie Rosse. Zhang Chunqiao e Yao Wenyuan ebbero un ruolo personale diretto negli eventi della tempesta di gennaio 1967 a Shanghai, che portò alla nascita del Comitato rivoluzionario, e Wang Li nel sanguinoso incidente di Wuhan. Inoltre, pressoché tutti i principali membri del Gruppo per la Rivoluzione culturale facevano anche parte del Gruppo centrale per l'esame dei casi speciali, che indagava sui massimi dirigenti del partito ritenuti controrivoluzionari o revisionisti.

### Lo scioglimento
Il Gruppo si assottigliò progressivamente man mano che diversi suoi membri venivano arrestati nelle successive purghe, sia contro i veri o presunti alleati di Liu Shaoqi, sia contro i più radicali accusati di dirigere per vie occulte la formazione terroristica nota come Gruppo 16 maggio (Wang Li, Guan Feng e Qi Benyu, arrestati l’agosto 1967 i primi, il gennaio 1968 l’ultimo). Nel luglio 1968, dopo la dispersione delle Guardie Rosse, Chen Boda, Jiang Qing, Kang Sheng, Zhang Chunqiao e Yao Wenyuan rimanevano gli unici membri ancora attivi.
Anche in virtù di ciò, sin dai primi mesi del 1967 cominciarono a svolgersi riunioni informali (中央文革小组碰头会议S, zhōngyāng wéngé xiǎozǔ pèngtóu huìyìP) in cui il Gruppo formale era affiancato da altri dirigenti del partito e dello Stato, sia centrali che locali. Queste riunioni, presiedute da Zhou Enlai, nonostante il loro carattere informale divennero di fatto la principale sede decisionale del partito, soppiantando il Comitato permanente, che smise di riunirsi a partire dall’inverno 1966-1967. Gli incontri del Gruppo si svolgevano presso l'albergo Diaoyutai, dove risiedeva anche Jiang Qing. 
Il IX Congresso nell’aprile 1969 rinnovò il Comitato centrale e ripristinò l’Ufficio politico, dove trovarono posto tutti i nuovi dirigenti radicali emersi durante la Rivoluzione culturale. Una bozza preliminare del nuovo statuto del PCC approvato dal congresso contemplava la presenza di organismi «del tipo del Gruppo centrale per la Rivoluzione culturale», ma tale passaggio fu cancellato da Mao in persona. Di conseguenza, il Gruppo centrale, benché mai formalmente dissolto, cessò di esistere.

### Damnatio memoriae
La Risoluzione su alcune questioni nella storia del partito dopo la fondazione della Repubblica popolare cinese, approvata nel 1981, dove si condannava la Rivoluzione culturale, stabilì ufficialmente che la formazione del Gruppo centrale per la Rivoluzione culturale era stata un errore e che quest'ultimo aveva «usurpa[to] gran parte dell'autorità del Comitato centrale» (掌握了中央的很大部分权力). «Lin Biao, Jiang Qing, Kang Sheng, Zhang Chunqiao e soci, sfruttando principalmente il nome del cosiddetto “Gruppo centrale per la Rivoluzione culturale”, colsero l'occasione per istigare a “rovesciare tutti” e fomentare una “guerra civile totale”» (林彪、江青、康生、张春桥等人主要利用所谓‘中央文革小组’的名义，乘机煽动‘打倒一切、全面内战’).

## Composizione
- Chen Boda (direttore di Hongqi), presidente
- Jiang Qing, primo vicepresidente
- Kang Sheng (membro della Segreteria del Comitato centrale), consigliere
- Zhang Chunqiao (segretario per la cultura e la propaganda del Comitato municipale di Shanghai del PCC), vicepresidente
- Wang Renzhong (primo segretario del Comitato provinciale dello Hubei), vicepresidente; destituito il 27 dicembre 1966
- Liu Zhijian (primo vicedirettore del Dipartimento politico generale dell'Esercito popolare di liberazione), vicepresidente; destituito il 4 gennaio 1967
- Xie Tangzhong (direttore dell’ufficio cultura del Dipartimento politico generale dell’EPL); destituito nel maggio 1967
- Yao Wenyuan (direttore del Dipartimento di propaganda del Comitato municipale di Shanghai)
- Wang Li (vicedirettore del Dipartimento centrale di propaganda e vicedirettore di Hongqi); destituito e arrestato il 30 agosto 1967
- Guan Feng (redattore di Hongqi); destituito e arrestato il 30 agosto 1967
- Qi Benyu (redattore di Hongqi); destituito e arrestato il 13 gennaio 1968
- Yin Da (vicedirettore di archeologia dell’Accademia cinese delle scienze sociali); destituito nell'agosto 1966
- Mu Xin (redattore del Guangming ribao); destituito il 6 settembre 1967
- Guo Yingqiu (segretario per la cultura del Comitato municipale di Pechino); destituito il 29 luglio 1966
- Zheng Jiqiao (segretario per la cultura del Comitato provinciale del Jilin); destituito nel dicembre 1966
- Yang Zhilin (primo segretario del Comitato provinciale del Qinghai); destituito all'inizio del 1967
- Liu Wenzhen (segretario per la propaganda dell’Ufficio per la Cina meridionale del Comitato centrale); destituito il 4 gennaio 1967

Tao Zhu (direttore della Dipartimento centrale di propaganda) venne aggiunto come consigliere del Gruppo nell'agosto 1966, prima di essere destituito nel gennaio 1967.
Benché mai membri del Gruppo, partecipavano alle sue attività, tramite le succitate riunioni informali - Xie Fuzhi (ministro della Pubblica sicurezza e presidente del Comitato rivoluzionario di Pechino), Huang Yongsheng (capo di Stato maggiore dell'EPL), Wu Faxian (vicecapo di Stato maggiore), Ye Qun (direttrice dell'ufficio amministrativo della Commissione militare centrale, moglie di Lin Biao) e Wang Dongxing (direttore dell'Ufficio generale del PCC).